# الجوه (عسير)
الجُوَّةُ: (بضم الجيم وتنطق أيضًا بفتحها وفتح الواو مضعفة فهاء) وهو اسم علم يطلق على مركز امارة قديم تم تأسيسه في عهد الملك عبدالعزيز طيب الله ثراه و يقع أعلى عقبة الجوه ببلاد آل حيان من قحطان وهو أحد المراكز التابعة لمحافظة الفرشة وتقع إلى الجنوب من محافظة سراة عبيدة بمسافة (20) كم، وإلى الشمال الغربي من محافظة ظهرن الجنوب بمسافة (55) كم. كما يربطها بمحافظة سراة عبيدة طريق معبد ينحدر إلى تهامة قحطان عبر عقبة الجوة.
الحدود: تحد الجوة من الجنوب والغرب محافظة الفرشة ومن الشمال حدود محافظة سراة عبيدة ، ومن الشرق محافظة الحرجة، وتشرف على مساحة تقدر بحوالي 1605 كم٢، معظمها جبلية ومنحدرات تهامة قحطان تتخللها وديان وشعاب تصب مياهها في وادي الفرشة، المتجه إلى الجنوب الغربي، وأهم تلك الوديان وادي عمس، ووادي الجبيل.

## أصل التسمية
(الجُوَّةُ): اسم وادي ينحدر من جبل العتق ويسيل في وادي حلي بتهامة عسير و(الجُوَّةُ) أيضًا وادي ينحدر من عقبة الجوة ويفيض في وادي الفرشة أحد روافد بيش.

## الخدمات التعليمية والصحية
يوجد بمركز امارة الجوه الخدمات التعليمية والصحية والأمنية لقبيلة آل حيان حاضرة وبادية ومن يخالطهم من قبائل بني بشر.

## السكان
أغلب قاطني الجُوَّةُ والذين يتبعون لإمارة الجوه هم من قبائل آل حيان ومنهم ، آل زبنة ، وآل مطري ، وآل نعير ، وآل مساري، وآل ريعه ، وآل عجيب ، وآل حجل ، وآل عافية من قحطان .